# Be Alive
Singles de Beyoncé
Black Parade (en)
(2020)
Be Alive est une chanson interprétée par Beyoncé pour la bande originale du film La Méthode Williams.

## Historique
Après avoir assisté à une projection du film La Méthode Williams, Beyoncé décide d'écrire une chanson pour accompagner son générique de fin. Elle co-écrit et co-produit Be Alive avec Dixson.
Un extrait de la chanson est présent dans la bande annonce du film qui sort en octobre 2021. Be Alive sort le mois suivant. La chanson est accompagnée d'une lyric video qui est composée d'extraits du film et d'images d'enfance de Serena et Venus Williams.

## Distinctions

### Nominations
- Golden Globes 2022 : Meilleure chanson originale
- Oscars 2022 : Meilleure chanson originale